# Sport en Belgique
Le sport est populaire en Belgique. Les disciplines les plus pratiquées sont le cyclisme, la natation, le fitness, le football, le jogging, le tennis, la gymnastique, le basket-ball et le badminton. Les sports les plus populaires sont le football, le tennis, l'athlétisme, le hockey sur gazon et le cyclisme ainsi que le motocross.
Les Belges vouent une passion particulière pour le football, discipline dans laquelle ils évoluent au plus haut niveau mondial. Internationalement, la Belgique est particulièrement performante dans les sports cyclistes (cyclisme sur route, cyclo-cross), en tennis, en athlétisme et en hockey.
La Belgique accueille aussi le Grand Prix automobile de Belgique dans le cadre du championnat du monde de Formule 1 qui se déroule sur le circuit de Spa-Francorchamps.
Le pays a accueilli une fois les Jeux Olympiques d'été, en 1920 à Anvers. 
Le sport en Belgique est une compétence communautaire organisée autour de deux organismes : l'ADEPS et le BLOSO.

## Les sports traditionnels

### Athlétisme
- Gaston Reiff
- Gaston Roelants
- Tia Hellebaut
- Kim Gevaert
- Olivia Borlée
- Nafissatou Thiam

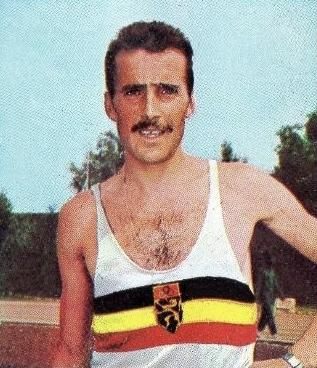
Gaston Roelants en 1964, champion olympique du 3000 m steeple à Tokyo.

La Belgique a, jusqu'à présent, donné 4 champions olympiques en individuel : Gaston Reiff (5 000 m) en 1948, Gaston Roelants (3 000 m steeple) en 1964, Tia Hellebaut (hauteur) en 2008 et Nafissatou Thiam (heptathlon) en 2016 et en 2021. En outre le relais du 4 × 100 m féminin (composé d'Olivia Borlée, Hanna Mariën, Élodie Ouédraogo et Kim Gevaert) des JO 2008, initialement 2e de la finale, se voit occtroyé sur 'tapis vert' la médaille d'or à la suite de la disqualification pour dopage du relais russe. Nafissatou Thiam est également la seule belge à avoir obtenu la médaille d'or lors des championnats du monde, toujours en heptathlon (en 2017 et 2022).

### Automobile
Personnalités:
- Camille Jenatzy
- Olivier Gendebien
- Jacky Ickx
- Thierry Boutsen
- Thierry Neuville

### Basket-ball
Personnalités:
- Didier Mbenga
- Ann Wauters
- Axel Hervelle
- Julie Allemand

### Cyclisme
Bien que le football soit le sport le plus populaire du pays, le cyclisme est l'activité sportive la plus pratiquée en Belgique. Ainsi en 2000 selon le Comité olympique et interfédéral belge, 31 % des Belges pratiquaient le cyclisme. Cette tendance est plus forte en Flandre : le taux y est de 41 %.
De par les courses qui y sont organisées et ses grands champions, la renommée du cyclisme belge a depuis longtemps dépassé les frontières du royaume.

#### Grandes Courses
Le « plat pays » est connu pour ses classiques, souvent faites de monts et de pavés. Deux zones géographiques se partagent les courses les plus prestigieuses :
- l'est de la Région wallonne est le terrain des classiques ardennaises, au premier rang desquelles Liège-Bastogne-Liège, doyenne des classiques, créée en 1892. La Flèche wallonne, arrivant au sommet du Mur de Huy est également l'une des grandes courses d'un jour de la saison. Moins célèbre, le Grand Prix de Wallonie offre également un final en hauteur, à la citadelle de Namur.
- les classiques flandriennes se déroulent à l'ouest de la région flamande. Le Grand Prix de l'Escaut, dont le départ et l'arrivée sont situés à Anvers, est la plus ancienne d'entre elles. Le Tour des Flandres est néanmoins la plus populaire, attirant près d'un million de spectateurs sur ses routes[3], entre Bruges et Ninove, en passant par les Ardennes flamandes. Le Circuit Het Nieuwsblad et Kuurne-Bruxelles-Kuurne, ouvrant la saison cycliste belge, empruntent également ces monts aux routes pavées et à la pente raide (jusqu'à 20 % par exemple pour le célèbre Mur de Grammont). Autre course mondialement connue, Gand-Wevelgem passe en revanche par les Monts des Flandres, et notamment le Mont Kemmel. Ces reliefs sont également ceux de courses par étapes locales comme les Trois Jours de La Panne ou les Trois Jours de Flandre-Occidentale.

Paris-Bruxelles, qui fut disputée pour la première fois en 1893, a longtemps été l'une des principales courses d'un jour de la saison mais a vu sa valeur se déprécier durant les dernières décennies.
Outre les trois épreuves précitées, des courses par étapes sont également organisées en Belgique, moins prestigieuses que les classiques comme le Tour de Belgique et le Tour de Wallonie. Plus récent mais d'un niveau plus élevé de par son appartenance au World Tour, le BinckBank Tour (également appelé Tour du Benelux) passe par la Belgique.

#### Grands noms
- Eddy Merckx (années 1960 et 1970). Il ne compte pas moins de 525 victoires à son actif. Ce nombre impressionnant de victoires lui vaut le surnom de Cannibale. Il a notamment remporté cinq fois le Tour de France, cinq fois le Tour d'Italie et une fois le Tour d'Espagne, ainsi que dix-neuf victoires totales dans les cinq classiques Monument, dont 7 Milan-San Remo (record), 5 Liège-Bastogne-Liège, 3 Paris-Roubaix, 3 Flèche Wallonne, 2 Tour des Flandres, 3 Gand-Wevelgem et 2 Amstel Gold Race. Il est également triple champion du monde et a battu le record de l'heure. À la retraite depuis le 17 mai 1978, il tient depuis lors une usine de cycles à son nom (Entreprise Eddy Merckx) et est également consultant pour la RTBF. Il organise aussi, chaque année, le Grand Prix Eddy Merckx - une course contre-la-montre autour de Bruxelles - qui réunit des cyclistes de plusieurs pays. Il est considéré par beaucoup comme le plus grand cycliste de tous les temps et comme le meilleur sportif belge ayant jamais existé. Il a été nommé Sportif mondial de l'année à trois reprises, ce qui est un record.
- Rik Van Looy : 2 fois champion du monde sur route (60 et 61), 3 Paris-Roubaix, 3 Gand-Wevelgem, 2 Tour des Flandres, 1 Milan-San Remo, 1 Liège-Bastogne-Liège, 1 Flèche Wallonne, 1 Tour de Lombardie et 37 étapes de grands Tours.
- Roger De Vlaeminck : 4 Paris-Roubaix (record), 3 Milan-San Remo, 2 Tour de Lombardie, 1 Tour des Flandres, 1 Liège-Bastogne-Liège, 1 Flèche Wallonne et 24 étapes de grands Tours.
- Rik Van Steenbergen : 3 fois champion du monde sur route (49, 56 et 57) (record), 2 Paris-Roubaix, 2 Tour des Flandres, 2 Flèche Wallonne, 1  Milan-San Remo, et 25 étapes de grands Tours.
- Lucien Van Impe : 1 Tour de France (1976).
- Johan Museeuw, surnommé « le lion des Flandres » : champion du monde sur route (1996), 2 coupes du monde, vainqueur de 11 Classiques dont 3 Paris-Roubaix, 3 Tour des Flandres, 2 Championnat de Zurich et 1 Amstel Gold Race.
- Tom Boonen (cycliste) est spécialiste des sprints de fin de course et des classiques flandriennes. En 2005, il réalise le prestigieux doublé Tour des Flandres/Paris-Roubaix, tout en s'imposant aux championnats du monde sur route après avoir remporté 2 étapes du Tour de France. Il est élu Vélo d'or mondial cette année-là. En 2012, il réalise le quadruplé Grand Prix E3/Gand-Wevelgem/Tour des Flandres/Paris-Roubaix. Il est codétenteur du record de victoires au Tour des Flandres et à Paris-Roubaix. Il a également remporté le maillot vert du Tour de France en 2007.
- Philippe Gilbert (cycliste) est spécialisé dans les classiques, tant ardennaises que flandriennes. Auteur du triplé Amstel Gold Race/Flèche wallonne/Liège-Bastogne-Liège en 2011, il a également remporté à deux reprises Paris-Tours (2008 et 2009), le Tour de Lombardie (2009 et 2010) ainsi que l'Amstel Gold Race à quatre reprises (en 2010, 2011, 2014 et 2017). Il remporte le Tour des Flandres en 2017 puis Paris-Roubaix en 2019. Il est par ailleurs vainqueur de onze étapes sur les grands tours et fut titré champion du monde en 2012 à Valkenburg. Il est élu sportif belge de l'année en 2009, 2010 et 2011 et Vélo d'or 2011.
- Wout van Aert, triple champion du monde de cyclo-cross, vainqueur des Strade Bianche 2020, de Milan-San Remo en 2020, de Gand-Wevelgem, de l'Amstel Gold Race, de l'Omloop Het Niewsblad, du GP E3 en 2022 et 2023, de 9 étapes du Tour de France (1 en 2019, 2 en 2020, 3 en 2021 et 3 en 2022), dont il remporte le maillot vert en 2022. Vice-champion du monde 2020-2021 dans 3 disciplines : contre-la-montre, route et cyclo-cross et vice-champion olympique 2021. Il termine également second de Tirreno-Adriatico 2021 (avec 2 victoires d'étapes dont le chrono). Champion de Belgique sur route 2021 et champion de Belgique de cyclo-cross 2021. Champion de Belgique de contre-la-montre 2019, 2020 et 2023. Vainqueur d'étapes et du classement par points sur le Dauphiné en 2019 et 2020. Wout est considéré comme le coureur cycliste le plus polyvalent des années 2020. Il est l'un des "trois fantastiques" avec Matthieu van der Poel et Tadej Pogačar.

### Escrime
- Paul Anspach
- Charles Delporte

### Équitation
- Daniel Bouckaert

### Football
Le football est le plus populaire des sports. Le RSC Anderlecht avec 34 titres, devant le FC Bruges (15), l'Union St. Gilloise (11) et le Standard de Liège (10), sont les clubs les plus titrés du Championnat de Belgique de football.
L'équipe nationale belge s'est notamment distinguée lors de la Coupe du monde 1986 au Mexique, où ils terminent quatrièmes. En Championnat d'Europe, son meilleur résultat est une finale en 1980, perdue contre l'Allemagne. En octobre 2015, à la suite des matchs remportés lors des éliminatoires de l'Euro 2016, la sélection passe première du classement FIFA, leur meilleur classement, et dixième européenne (selon le classement UEFA).
À la Coupe du monde de 2018, l'équipe belge atteint les demi-finales pour la deuxième fois de son histoire, mais elle est défaite par l'équipe de France. Elle termine le tournoi à la 3e place en battant l'Angleterre.

#### Palmarès international
- 1 Médaille de bronze à la coupe du Monde
- 1 Médaille d'or aux Jeux olympiques (Équipe de Belgique de football 1920)
- 3 Coupe d'Europe des vainqueurs de coupe de football (RSC Anderlecht 1976 et 1978, FC Malines en 1988 )
- 1 Ligue Europa (RSC Anderlecht 1983)
- 3 Supercoupe de l'UEFA (RSC Anderlecht 1976 et 1978, FC Malines en 1988 )

#### Grands noms
Anciens joueurs
- Armand Swartenbroeks
- Louis Van Hege
- Émile Hanse
- Bernard Voorhoof
- Paul Van Himst
- Gilbert Van Binst
- Jan Ceulemans
- Éric Gerets : Surnommé le Lion de Rekem, c'est le premier belge à avoir gagné la Ligue des champions, remporté en 1988 en tant que capitaine avec le PSV Eindhoven. Finaliste également avec le Standard de Liège de la Coupe des coupes en 1982.
- Jean-Marie Pfaff : Il reçut le prix de meilleur gardien de la Coupe du monde de football de 1986 et fut meilleur gardien de football de l'année en 1987.
- Enzo Scifo : Il reçut le prix de meilleur jeune de la Coupe du monde de football de 1986.
- Michel Preud'homme : Meilleur gardien de football de l'année en 1994.
- Daniel Van Buyten : Surnommé Big Dan, c'est le second belge à avoir gagné la Ligue des champions, remporté en 2013 avec le Bayern Munich. C'est également le premier belge à avoir remporté la Coupe du monde des clubs de la FIFA en 2013. Il remporta également la Supercoupe de l'UEFA cette même année.

##### Génération dorée
- Thomas Vermaelen : Troisième belge à avoir gagné la Ligue des champions, remporté en 2015 avec le FC Barcelone. C'est également le deuxième belge à avoir remporté la Coupe du monde des clubs de la FIFA cette même année.
- Divock Origi : Quatrième belge à avoir gagné la Ligue des champions, remporté en 2019 avec le Liverpool FC, c'est également le deuxième à avoir marqué lors d'une finale de la C1.
- Yannick Ferreira Carrasco : Premier belge à avoir marqué lors d'une finale de la Ligue des champions, perdue en 2016 avec l'Atlético Madrid.
- Eden Hazard : Capitaine des diables rouges, meilleur joueur du Championnat de France en 2011 et 2012 avec le LOSC puis meilleur joueur du Championnat d'Angleterre en 2015 avec Chelsea FC. Il porte également le mythique numéro 7 du Real Madrid CFet remarque la LDC dans ce même club.
- Thibaut Courtois : Surnommé La pieuvre. Il reçut le prix de meilleur gardien de la Coupe du monde de football de 2018et remportera la même année qu’Hazard la LDC avec le Real Madrid CF.
- Romelu Lukaku : Meilleur buteur des diables rouges.
- Jan Vertonghen : Diable rouge le plus sélectionné.
- Toby Alderweireld
- Vincent Kompany
- Youri Tielemans
- Axel Witsel
- Kevin De Bruyne
- Marouane Fellaini
- Dries Mertens
- Thomas Meunier
- Nacer Chadli
- Michy Batshuayi

### Judo
- Robert Van de Walle
- Gella Vandecaveye
- Ulla Werbrouck
- Ingrid Berghmans

### Natation
- Frederik Deburghgraeve

### Tennis
- Justine Henin (années 2000). Première joueuse belge à remporter un tournoi du Grand Chelem (Roland Garros 2003), elle accède à la place de numéro un mondiale au mois d'octobre de la même année. Elle compte au total 43 titres, dont sept dans les tournois majeurs (dans cette catégorie, seul Wimbledon manque à son palmarès), deux titres en Masters et une médaille d'or aux Jeux olympiques d'Athènes (2004). Elle a également contribué à la victoire de la Belgique en Fed Cup en 2001. Elle prend une première fois sa retraite le 14 mai 2008 alors qu'elle est toujours numéro un mondiale - ce qui ne s'était jamais produit depuis la création des classements professionnels, aussi bien chez les hommes que chez les dames -, avant de revenir à la compétition en 2010. Malgré une reprise prometteuse (notamment une finale à l'Open d'Australie 2010), elle doit faire face à des blessures et ne retrouve plus sa place au sommet de la hiérarchie du tennis féminin. Elle se retire définitivement fin janvier 2011.
- Kim Clijsters. Elle a remporté quatre titres du Grand Chelem (US Open 2005, 2009 et 2010 et Open d'Australie 2011), 3 Masters (2002, 2003 et 2010), 1 Fed Cup et a connu la place de numéro un mondiale simultanément en simple et en double. Elle compte 40 tournois à son palmarès (en simple). Elle a pris sa retraite une première fois en 2007 à seulement 23 ans, avant de commencer une seconde carrière le 26 mars 2009. En février 2008, elle donne naissance à la petite Jada. Elle fait son retour en aout 2009 et remporte l'US Open de cette année après avoir seulement disputé 2 tournois de préparation. Elle devient ainsi la première maman depuis Evonne Goolagong (en 1980), mais aussi la première joueuse bénéficiaire d'une wild-card à remporter un tournoi du Grand Chelem et la première joueuse à battre les deux sœurs Williams dans le même tournoi deux fois (Masters 2002 et US Open 2009). Elle prendra définitivement sa retraite après l'Us Open 2012 où elle fut éliminée au deuxième tour(en simple) par Laura Robson.

Grâce à ces deux joueuses exceptionnelles, la Belgique réussira à remporter la Fed Cup en 2001.

### Jiu-jitsu
Mojahed Naïm :  Né le 28 avril 2000 à Bruxelles, est un ju-jitsuka belge. Six fois champion de Belgique, champion du monde U18, vice-champion du monde U21. Grâce à sa double nationalité le Belgo-Marocain remporte le championnat d'Afrique 2019 dans la catégorie -69 kg.

## Les autres sports

### Tir
- Paul van Asbroeck

### Tir à l'arc

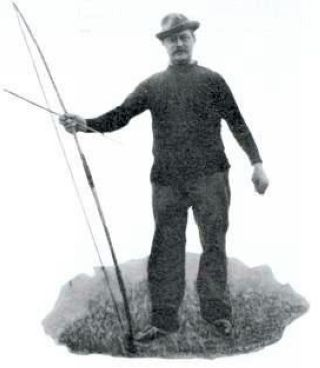
Hubert Van Innis, sextuple champion olympique et neuf fois médaillé, entre 1900 et 1920.

- Hubert Van Innis
- Louis Van de Perck

### Sports d'hiver
En snowboard, deux Belges sont parvenus à monter sur un podium lors d'une épreuve de coupe du monde, une première fois avec Christophe Reynders le 26 janvier 2006 où il fut troisième lors d'un big air à Winterberg (Allemagne) puis une seconde fois avec Seppe Smits le 22 novembre 2008 avec également une troisième place lors d'un big air à Stockholm, ce dernier est par ailleurs le seul Belge à avoir obtenu une médaille lors d'un championnat du monde en 2009 à Gangwon avec de l'argent dans le big air.
En ski acrobatique, une seule Belge est parvenue à monter sur un podium en coupe du monde. Ce fut le 10 décembre 1988 lors d'un acroski à Tignes (France) avec une troisième place de Viviane Dictus.

## Les grands champions…
- Kim Gevaert (Athlétisme)
- Gaston Roelants (Athlétisme)
- Tia Hellebaut (Athlétisme)
- Nafissatou Thiam (Athlétisme)
- Elise Vanderelst (Athlétisme)
- Kévin Borlée (Athlétisme)
- Jonathan Borlée (Athlétisme)
- Ann Wauters (Basket-ball)
- Eric De Vlaeminck (Cyclo-cross)
- Bart Wellens (Cyclo-cross)
- Mario De Clercq (Cyclo-cross)
- Eric De Vlaeminck (Cyclo-cross)
- Roland Liboton (Cyclo-cross)
- Sven Nys (Cyclo-cross)
- Eddy Merckx (Cyclisme)
- Philippe Thys (Cyclisme)
- Rik Van Steenbergen (Cyclisme)
- Rik Van Looy (Cyclisme)
- Freddy Maertens (Cyclisme)
- Roger De Vlaeminck (Cyclisme)
- Lucien Van Impe (Cyclisme)
- Patrick Sercu (Cyclisme)
- Johan Museeuw (Cyclisme)
- Tom Boonen (Cyclisme)
- Paul Van Himst (Football)
- Thibaut Courtois (Football)
- Kevin De Bruyne (Football)
- Jean-Marie Pfaff (Football)
- Franky Van Der Elst (Football)
- Jan Ceulemans (Football)
- Nicky Houba (Handball)
- Raymond Ceulemans (Billard)
- Robert Van de Walle (Judo)
- Gella Vandecaveye (Judo)
- Ulla Werbrouck (Judo)
- Ingrid Berghmans (Judo)
- Kevin Van Der Perren (patinage artistique)
- Bart Swings (patinage de vitesse)
- Stefan Everts (Moto-cross)
- Frederik Deburghgraeve (Natation)
- Freddy Loix (Rallye automobile)
- Seppe Smits (Snowboard)
- Kim Clijsters (Tennis)
- Xavier Malisse  (Tennis)
- Yanina Wickmayer (Tennis)
- Hubert Van Innis (Tir à l'arc)
- Frederik Van Lierde (Triathlon)
- Luc Van Lierde (Triathlon)
- Nafissatou Thiam (Athlétisme)
- Philippe Gilbert (Cyclisme)
- Roger Claessen (Football)
- Michel Preud'homme (Football)
- Eden Hazard (Football)
- Enzo Scifo (Football)
- Jean-Michel Saive (Tennis de table)
- François Duval (Rallye automobile)
- Thierry Neuville (Rallye automobile)
- Thierry Boutsen (Formule 1)
- Gaston Rahier (Moto-cross)
- Georges Jobé (Moto-cross)
- Justine Henin (Tennis)
- David Goffin (Tennis)
- Steve Darcis (Tennis)
- Olivier Rochus (Tennis)
- Kévin Borlée (Athlétisme)
- Jonathan Borlée (Athlétisme)
- Ivo Van Damme (Athlétisme)
- Éric Gerets (Football)
- Vincent Kompany (Football)
- Nicolas Colsaerts (Golf)
- Serge Reding (Haltérophilie)

### ... d'hier...
Dans le passé, la Belgique a connu d'importants champions.
- Parmi les joueurs de football, les principaux sont Jean-Marie Pfaff, Eric Gerets, Enzo Scifo, Michel Preud'homme, Franky Van Der Elst et Jan Ceulemans.
- En Cyclisme, Eddy Merckx, Roger De vlaminck, Tom Boonen,
- En judo, retenons Robert Van de Walle, Gella Vandecaveye, Ulla Werbrouck, Ingrid Berghmans.
- En moto-cross, citons Gaston Rahier, Georges Jobé, Stefan Everts.
- En rallye : François Duval.
- Parmi les pilotes automobiles, citons Jacky Ickx et Thierry Boutsen.
- En athlétisme il y eut notamment Ivo Van Damme (qui a donné son nom au Mémorial Van Damme) et Gaston Roelants.
- En haltérophilie, il y eut Serge Reding (en mémoire duquel la province de Luxembourg décerne annuellement le Prix Serge Reding).
- En billard carambole: Raymond Ceulemans
- En natation: Frederik Deburghgraeve
- En tennis de table: Jean-Michel Saive
- En Tir à l'arc: Hubert Van Innis

### ... et d'aujourd'hui

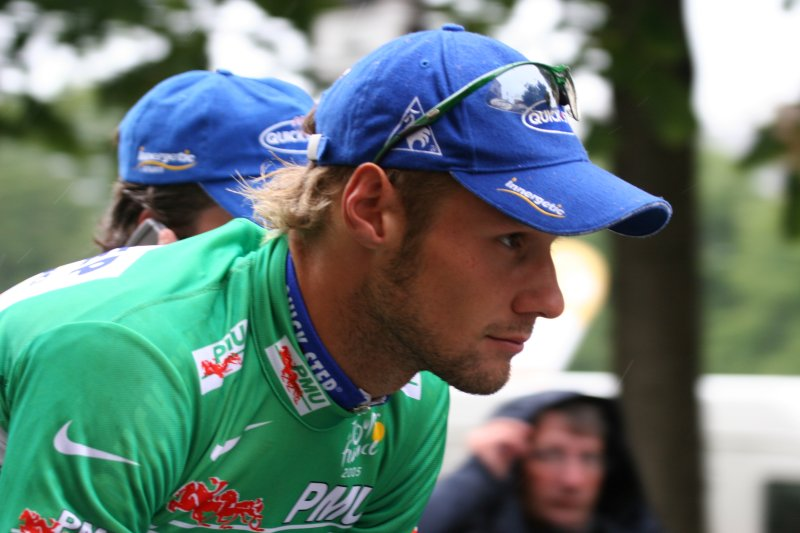
Tom Boonen

La Belgique possède quelques sportifs au sommet de leur discipline : Tom Boonen (cyclisme), Eden Hazard (football), Axel Witsel
(football), Dries Mertens (football), Thibaut Courtois (football), Kevin De Bruyne (football), Romelu Lukaku (football) Ann Wauters (basket-ball), Sven Nys (cyclo-cross), Stefan Everts (motocross), Kevin Van Der Perren (patinage artistique), Kévin Borlée (athlétisme), Bart Swings (patinage de vitesse), Nafissatou Thiam (athlétisme) ou encore Nicky Houba (handball) sont quelques sportifs particulièrement performants. Le comte Jacques Rogge, huitième président du Comité international olympique (CIO), autorité suprême du mouvement olympique, est aussi une figure du sport belge. Johan Bruyneel a glané beaucoup de succès comme directeur sportif notamment avec Lance Armstrong et Alberto Contador sur le Tour de France.